# Janet Jackson (album)
Janet Jackson este un album al cântăreței americane Janet Jackson apărut în 1982.